# Liste des présidents du Cameroun
Pour un article plus général, voir Président de la république du Cameroun.
Les présidents de la république du Cameroun déteignent le pouvoir exécutif depuis l'indépendance de 1960. Entre 1957 et cette dernière année, il était un État autonome, la France en était la puissance tutrice et c'était le Premier ministre qui détenait le pouvoir exécutif.
Depuis 1960, deux président se sont succédé : Ahmadou Ahidjo (UC/UNC) jusqu'en 1982, puis Paul Biya (UNC/RDPC).

## Liste des titulaires
| N°                                          | Portrait                           | Titulaire (Naissance-mort)         | Élection                           | Mandat                             | Mandat                             | Mandat                             | Parti politique                    | Parti politique                    |
| N°                                          | Portrait                           | Titulaire (Naissance-mort)         | Élection                           | Début                              | Fin                                | Durée                              | Parti politique                    | Parti politique                    |
| République du Cameroun (1960-1961)          | République du Cameroun (1960-1961) | République du Cameroun (1960-1961) | République du Cameroun (1960-1961) | République du Cameroun (1960-1961) | République du Cameroun (1960-1961) | République du Cameroun (1960-1961) | République du Cameroun (1960-1961) | République du Cameroun (1960-1961) |
| ------------------------------------------- | ---------------------------------- | ---------------------------------- | ---------------------------------- | ---------------------------------- | ---------------------------------- | ---------------------------------- | ---------------------------------- | ---------------------------------- |
| 1                                           | Ahmadou Ahidjo                     | Ahmadou Ahidjo (1924-1989)         | 1960                               | 5 mai 1960                         | 1er octobre 1961                   | 1 an, 4 mois et 26 jours           |                                    | UC                                 |
| République fédérale du Cameroun (1961-1972) |                                    |                                    |                                    |                                    |                                    |                                    |                                    |                                    |
| (1)                                         | Ahmadou Ahidjo                     | Ahmadou Ahidjo (1924-1989)         | 1965 1970                          | 1er octobre 1961                   | 2 juin 1972                        | 10 ans, 8 mois et 1 jour           |                                    | UNC                                |
| République unie du Cameroun (1972-1984)     |                                    |                                    |                                    |                                    |                                    |                                    |                                    |                                    |
| (1)                                         | Ahmadou Ahidjo                     | Ahmadou Ahidjo (1924-1989)         | 1975 1980                          | 2 juin 1972                        | 6 novembre 1982 (démission)        | 10 ans, 5 mois et 4 jours          |                                    | UNC                                |
| 2                                           | Paul Biya                          | Paul Biya (né en 1933)             | —                                  | 6 novembre 1982                    | 25 janvier 1984                    | 1 an, 2 mois et 19 jours           |                                    | UNC                                |
| République du Cameroun (depuis 1984)        |                                    |                                    |                                    |                                    |                                    |                                    |                                    |                                    |
| (2)                                         | Paul Biya                          | Paul Biya (né en 1933)             | 1984 1988 1992                     | 25 janvier 1984                    | 3 novembre 1997                    | 41 ans, 1 mois et 11 jours         |                                    | RDPC                               |
| (2)                                         | Paul Biya                          | Paul Biya (né en 1933)             | 1997                               | 3 novembre 1997                    | 3 novembre 2004                    | 41 ans, 1 mois et 11 jours         |                                    | RDPC                               |
| (2)                                         | Paul Biya                          | Paul Biya (né en 1933)             | 2004                               | 3 novembre 2004                    | 3 novembre 2011                    | 41 ans, 1 mois et 11 jours         |                                    | RDPC                               |
| (2)                                         | Paul Biya                          | Paul Biya (né en 1933)             | 2011                               | 3 novembre 2011                    | 6 novembre 2018                    | 41 ans, 1 mois et 11 jours         |                                    | RDPC                               |
| (2)                                         | Paul Biya                          | Paul Biya (né en 1933)             | 2018                               | 6 novembre 2018                    | en cours                           | 41 ans, 1 mois et 11 jours         |                                    | RDPC                               |